# شابینا
شابینا (به چکی: Šabina) یک منطقهٔ مسکونی در جمهوری چک است که در ناحیه سوکولوو واقع شده‌است. شابینا ۵٫۰۶ کیلومتر مربع مساحت و ۳۱۳ نفر جمعیت دارد و ۴۰۸ متر بالاتر از سطح دریا واقع شده‌است.